# Филип Павловић
Филип Павловић (1840−1891) каменорезац из Табановића, (Општина Пожега), родоначелник је пожешког каменореза и један од најаутентичнијих мајстора народне уметности, чије дело краси „урођена надареност наивца”.
Израђивао је различите грађевине, крајпуташе борцима палим у Српско-турским ратовима (1876-1878) и надгробне споменике богатим домаћинима и члановима њихових породица широм Доњег Драгачева, пожешког,  и чачанског краја.

## Живот
Потекао је из сиромашне породице која је након њега дала више каменорезаца и градитеља. Не зна се где се описменио. Вероватно је био самоук, јер је при урезивању натписа често примећују словне и правописне грешке.
Временом је израстао у цењеног и траженог мајстора. Четири пута се женио и имао деветоро деце, од којих се другорођени син Јеремија такође бавио каменорезаштвом.
Споменике је израђивао „по свету”, јер код куће није имао каменорезницу. Живео је „часно и поштено”, а наружен и нарушен урођеним и прележаним болестима, умро је у 51. години.

## Дело
Споменике је израђивао од пуховског пешчара, беличастог „кабларца” и „плавог тока”. Потез длета му је сигуран, плохе вешто моделоване, а тек по неки детаљ графицистички наглашен.
На најранијим рукорадима евидентан је утицај најпознатијег драгачевског каменоресца Радосава Чикириза.
У изради ликова одликују га линеарно усецање фигуре, пластично моделовање глава са истуреним надочним сводом, крупним очима и шпицастом брадом која се утапа у широки оковратник, поједностављено приказивање детаља одеће (поготово обуће) и покушај приказа перспективе у неуобичајном приказу војничке пушке која, да би цела била видљива, „пробија” рукав униформе.
Споменике је украшавао религиозним симболима у виду крстова и голубова који зобљу грожђе, војничким знамењима (пушке урезане на боковима споменика), ефектним цик-цак линијама и биљним урезима - појединачним шестолатичним цветовима, изувијаним лозама крупнозрних гроздова или тролисним гранчицама.
Додатну декоративну (као и заштитну функцију) чинила је боја. Филип Павловић је, као и други мајстори тог доба, споменике боји, с тим да се на споменицима најдуже очувала бела, којом су били премазани лице и руке покојника.
Споменике је понекад потписивао: Писао Филип Павловић из Табановића или Писа и реза Вилип Павловић од Пожеге.

## Утицај
Својим женским ликовима, ретким у то време, Филип Табановић извршио је утицај на нешто млађег драгачевског каменоресца Љуба Кукића, који је Филипове нацрте допуњавао ситнијим појединостима.
Филип Павловић занат је предао сину Јеремији, а овај свом сину Ђурђу.

## Епитафи
Епитафи Филипа Павловића су уобичајеног стила и садржаја за то доба. Натписе је започињао карактеристичним дозивом „Прјђј ближе, милј србски, роде, труда немој пожалитј...” или са „Оваи билег показуе лице...”.
Слова је урезивао правилно и дубоко. Рукопис му се лако препознаје јер је често правио словне и правописне грешке. Иза сваке речи стављао запету. Недоследно је користио слова ј и и (воиник, маика, поживј). Препознатљив је и по непознавању слова љ и њ, уместо којих је исписивао л и н (земла, родител, нјегов).

Споменик Цмиљки, ћерки Сима Радојевића (†1871) (Гојна Гора, Гаљенско гробље )
Пријђји ближе, милј србски, роде
свога, труда немој, пожалитј:
тужни спомен овај, прочитај:
тети, види, ко овде, почива кога,
ова црн: земла, скрива јме,
мое, мајци мојо, жалости:
ЦМИЛКА,
од 16.г: ученица 4 разреда,
ћи почившег, сима капетана,
увену, као питома ружица,
на велику, тугу мајцј даници
19. јули, 1871 г:
Оваи билег подиже мајка даница.

Споменик Василићима – Милоју (†1876) и Миладину (Доња Краварица – Милекићи)
Овај билег
показуие од  истока
краброг воини[ка]
МИЛОЈА ВАСИЛИЋА
главног домаћин[а]
села доне краварице
кој поживи 35 г
а јуначкi погинуо
на мегдану код јавора
борећи се са Турцима
26 август. у 1876. г.
Писа i реза
филип павловић
iз табановића
МИЛАДИН ВАСИЛИЋ
каплара стајаће војске

Капуташ Кости Ђуновићу (†1876) (Рошци)
КОСТА ЂУНОВИЋ
од 22 г.
воиник прве класе
Оваи б:
показуие, краброг воиника
прве, класе
Коста, Ђуновац,
села Рожаца
кои поживи, 22 г:
а погинуо, на, боином полиу,
шуматовцу, 20. септебр
1876. г: борећи с са турцима,
Оваи билег, подижему, рођак,
Станислав, и маика, перуника,
и брат, ми:
стаи брате и види
гди сам погинуо

Споменик Тодору Божанићу (†1876) (Село Гуча)
Овде почива раб Божи
ТОДОР Божанић
Главни домаћин
и дунђер села Гуче
кои поживио 46 година
а престависе
14 септембра 1876. г:
Оваи спомен
подигошему синови
Миљко Чедомир и Младен

Епитафи браћи Тривуновић – Милији (†1876) и Милети (†1878) Доња Краварица
Овај спомен показује лице
са севера краброг војника
МИЛИЈА ТРИВУНОВИЋ
села Краварице
који [поживе] 36. г:
А погинуо 28. августа 1876. г:
код Шиљеговца
борећи се са Турцима
Овај споменик подиже му
син Милосав и синовац Милутин.
Оваи спомен показује од [ј]уга
лице краброг војника
МИЛЕТА ТРИВУНОВИЋ
из Краварице
поживио 34 год.
а умре 16 августа 1878.
Оваи спомен подиже му
супруга Милосава и син Милутин

Споменик Јеврему Затеги (†1883) (Пухово)
Војник прве класе
ЈЕФРЕМ ЗАТЕГА
од 27 г:
Оваи белег показује лице,
краброг , војнјка,
прве, класе, н: в:
ЈЕФРЕМ ЗАТЕГА
главни, домаћин,
села, пуова,
кој, поживј 37. г:
а умре
24 вебруара 1883. г:
ранијо се
борећи се са турцима
Оваи билег
подижему
негова верна
супруга аница, и
мила, кћи јелка

Споменик Јеврем Богдановић (†1885) (Рошци)
Овде почива раб, божи
ЈЕВРЕМ БОГДАНОВИЋ,
Главни домаћин ј
жител села рожац:
кој поживј без, порода
52 године
а преставј се,
18 марта 1885. г:
вечна му, п:
Оваи спомен подижему
нјегова тужна саморана
маика митра
и нјегова верна супруга аница.

Споменик младићу Димитрију Смиљанићу (†1885) (Годовик)
Прјђј ближе, мили србски, роде
свога, труда не пожали,
види ко, овде почива,
кога ова, црна, земла, скрива
у најлепшем милу, веку моме,
моје тјело, већ, труне у мраку
јме моје, доста је познато вам
ДРАГОЛЈУБ
син од оца, п: попа
Димитрија Смиланића
и мајке Анђе,
бивши ученак основние
србски велики школа 5 разред:
гимназије 4 разреда богословие,
кои поживијо 19. годин:
а увену пре времена,
као питома, ружа у ливади,
на велику тугу,
своје ојађене мајке, Анђе
23. марта 1885 год:
Вјечна му памат

Споменик девојци Цвијети (†1885) (Лорет)
Овде почива раба, божи
ЦВЈЕТА
лепа, девојка, кћи,
е Луке, Обреновића,
јз села Табановића,
и која, поживи, 18 годи
увену, пре времена ј
као, питома, ружа
на велику, тугу,
свој родитела
22 маја 1885 г: